# Streekarchivariaat De Liemers en Doesburg
Streekarchivariaat De Liemers en Doesburg (afgekort SALD) in Zevenaar, Duiven en Doesburg, in de Nederlandse provincie Gelderland, is de archiefdienst voor de gemeenten Zevenaar, Duiven, Westervoort en Doesburg.

## Geschiedenis
Het SALD is een in 1959 gestart samenwerkingsverband dat tegenwoordig de archieven beheert van de gemeenten Doesburg, Duiven, Westervoort en Zevenaar (inclusief de archieven van de voormalige gemeenten Angerlo en Rijnwaarden). 
Voorheen beheerde het SALD ook de archieven van de voormalige gemeenten Wehl en Didam. De archieven van deze gemeenten zijn na fusies van de betreffende gemeenten en de fusie in 2011 van het Achterhoeks Archief en Staring Instituut tot Erfgoedcentrum Achterhoek en Liemers verhuisd naar Doetinchem.

## Collectie
Archiefstukken die door het SALD beheerd worden zijn in de studiezalen van het archivariaat in te zien op afspraak. Alhoewel de originele registers van de burgerlijke stand en de bevolkingsregisters van de aangesloten gemeenten bij de gemeente zelf te vinden zijn, kan de bezoeker met behulp van de microfiches in Doesburg alle registers raadplegen. De toegangen op die registers bevinden zich te Doesburg en zijn deels ook beschikbaar op de website van het SALD. De registers van de burgerlijke stand zijn zo al volledig raadpleegbaar, aan de digitale toegangen op de bevolkingsregisters wordt anno 2023 nog gewerkt. Het SALD beheert onder meer bouwdossiers, plattegronden, boeken, tijdschriften en meer dan 30.000 foto's, negatieven, tekeningen en prenten. Ook worden er films, video's en geluidsopnamen bewaard. Verder is er een archiefbibliotheek waar onder meer digitaal opgeslagen informatie te raadplegen is.
De voor het publiek toegankelijke ruimten van het SALD zijn:
- leeszaal
- studiezaal
- bibliotheek

Het SALD beheert ook enkele archieven van de voormalige gemeenten Bergh en Didam, voornamelijk betreffende grondgebieden die na grenscorrecties onderdeel zijn geworden van het SALD-werkgebied. Tevens beheert het SALD delen van archieven van (voormalige) regionale nieuwsbladen en (onder andere De Graafschapbode en Doesburgs Streekblad. Daarnaast staan er ook archiefdelen van het Ludger College op SALD-locatie Doesburg.

## Locaties
- Zevenaar: locatie archieven van de gemeente Zevenaar en de voormalige gemeenten Angerlo en Rijnwaarden
- Duiven: locatie archieven van de gemeenten Duiven en Westervoort
- Doesburg: locatie archieven van de gemeente Doesburg